# Karl Nachtigall (Jurist)
Karl Nachtigall (* 26. Oktober 1875 in Neidenfels im Landkreis Bad Dürkheim; † im 20. Jahrhundert) war ein deutscher Verwaltungsjurist und Bezirksoberamtmann.

## Leben
Karl Nachtigall studierte Rechtswissenschaften an der Ludwig-Maximilians-Universität München, legte die erste juristische Staatsprüfung ab und leistete den dreijährigen Vorbereitungsdienst. 1901 folgte das Große juristische Staatsexamen (Note II 29/40). Am 16. August 1905 erhielt er eine Anstellung als Assessor beim Bezirksamt Bogen und 1910 in Ebersberg, wo er 1919 zum Bezirksamtmann ernannt wurde. Zum 1. Dezember 1920 wechselte er als Bezirksoberamtmann zum Bezirksamt Rehau, wo er bis Ende Januar 1927 im Amt blieb. Vom 1. Februar 1927 bis zum 31. Oktober 1934 war im Rang eines Bezirksoberamtmannes  Bezirksamtsvorstand im Bezirksamt Dachau, wo er zum 1. Juni 1927 zum Oberregierungsrat befördert wurde. Vom 1. November 1934 an bekleidete er das Amt des Bezirksamtsvorstands in Marktoberdorf. Dort wurde er unter Druck vorzeitig in den Ruhestand versetzt.